# Memorial Philippe Van Coningsloo
De Memorial Philippe Van Coningsloo is een Belgische wielerwedstrijd voor professionals en maakt deel uit van de Belgische Topcompetitie.
De koers is opgericht voor renners in de categorie ‘Liefhebbers‘ (nu ‘Elite en beloften’) ter nagedachtenis aan en vernoemd naar de wielrenner Philippe Van Coningsloo die in 1992 tijdens een wielerkoers in de categorie liefhebbers in Rijmenam werd getroffen door een hartstilstand en schielijk overleed.
Het traject loopt van Waver door Waals-Brabant en Vlaams-Brabant naar Bonheiden in de buurt van Mechelen, België.

## Lijst van winnaars

### Overwinningen per land
| Overwinningen | Land                                                             |
| ------------- | ---------------------------------------------------------------- |
| 18            | België                                                           |
| 3             | Litouwen, Nederland                                              |
| 1             | Australië, Luxemburg, Nieuw-Zeeland, Verenigd Koninkrijk, Zweden |

## Galerij

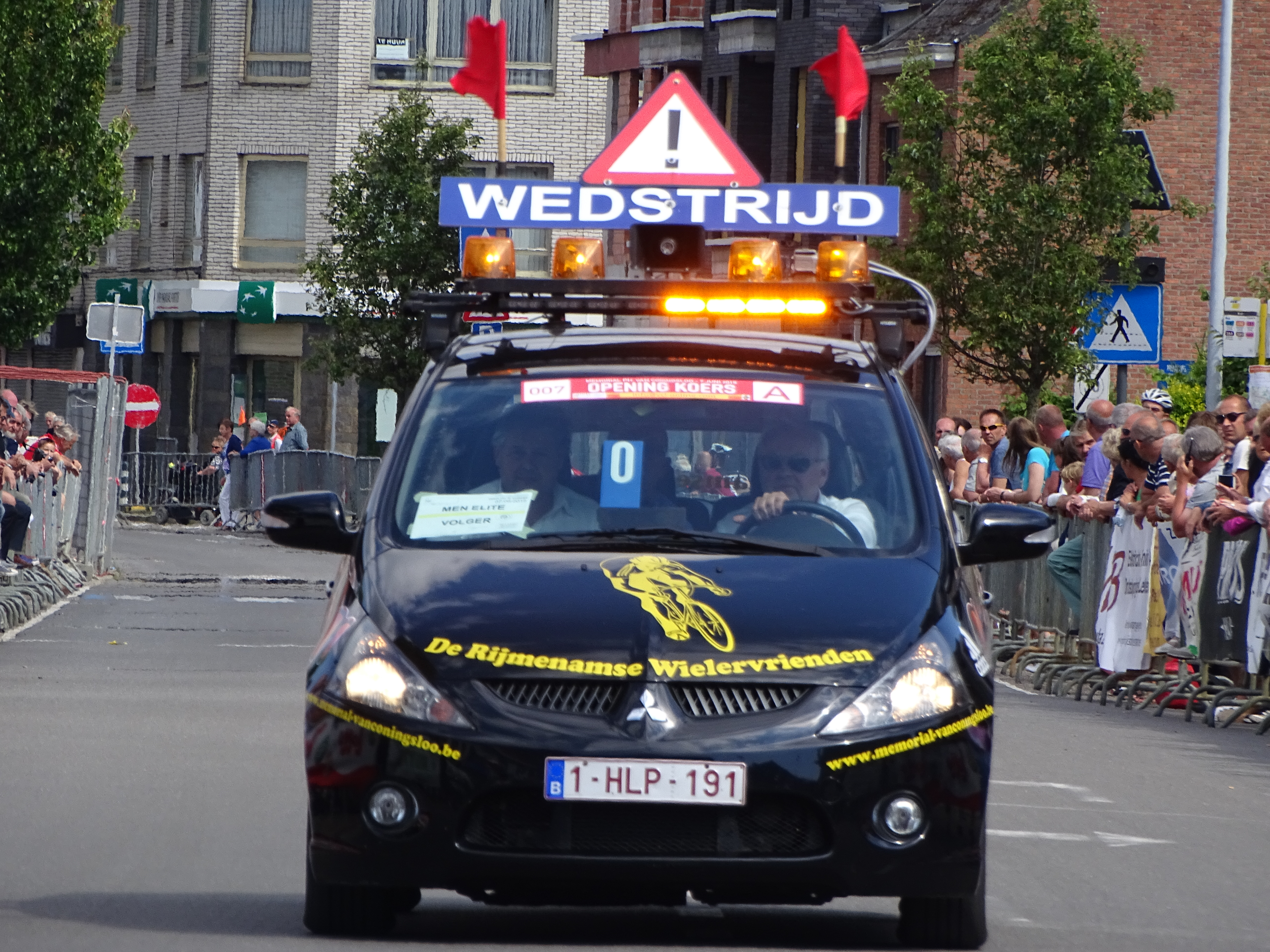
Koersdirectie
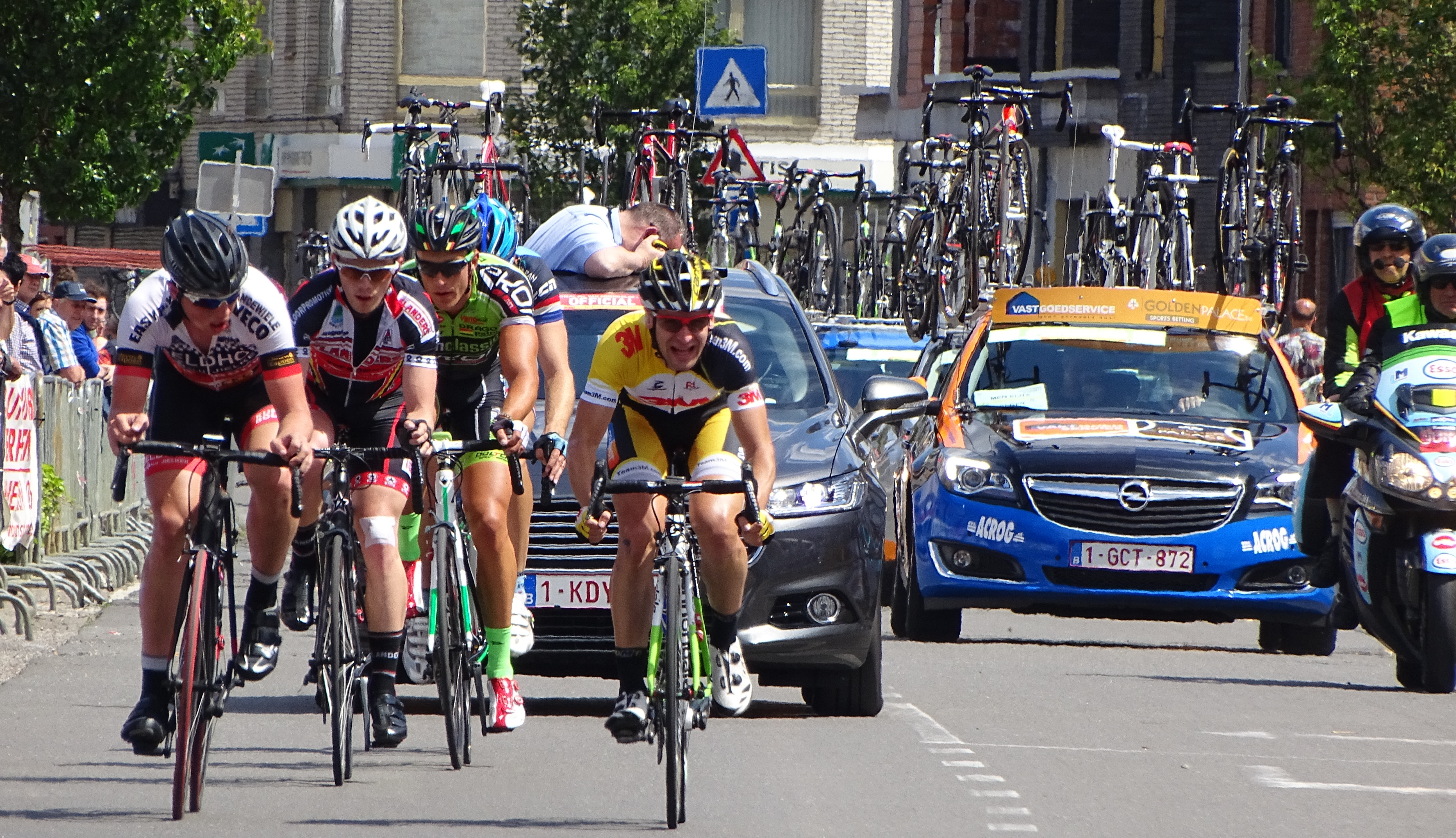
Onderweg
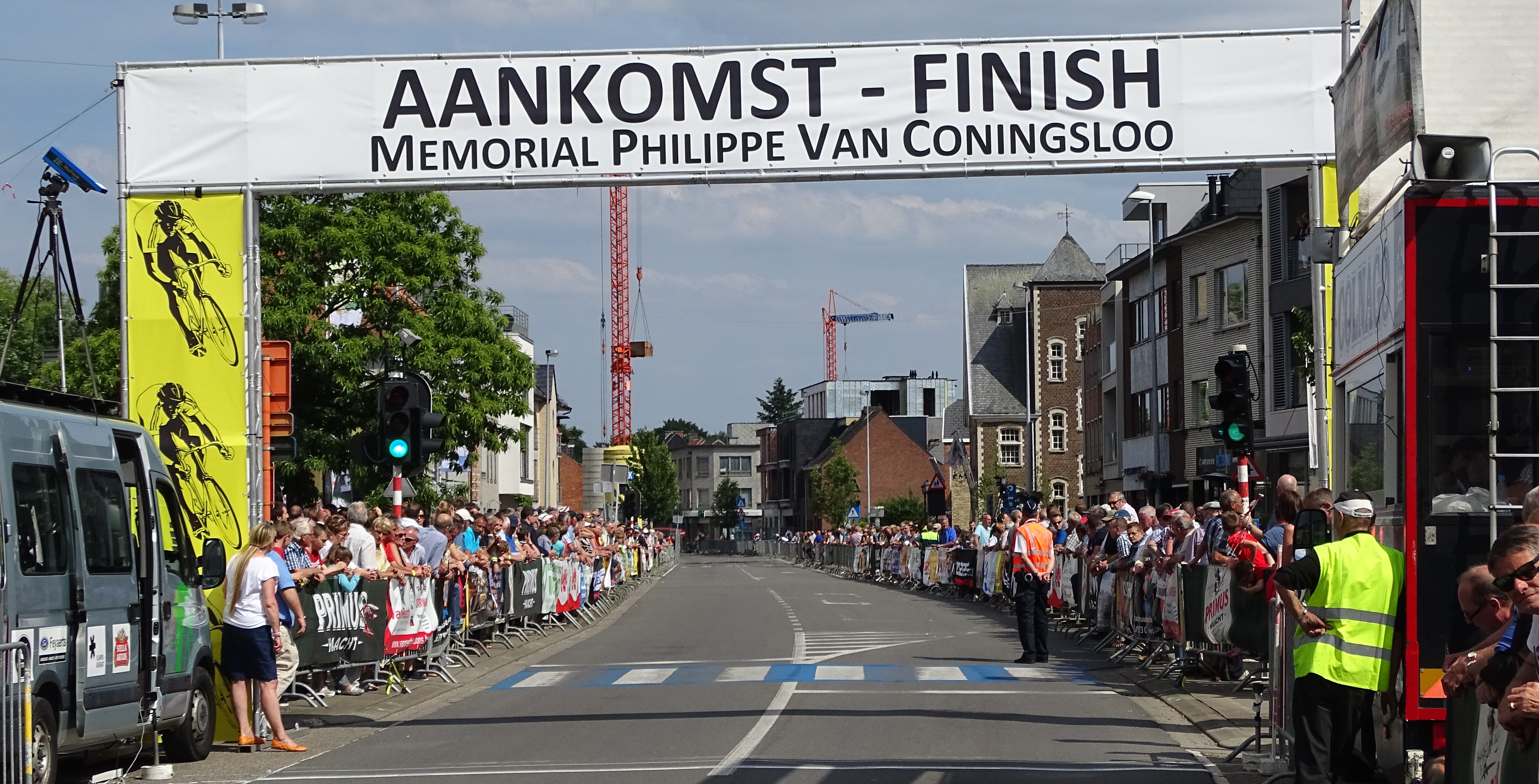
Aankomst
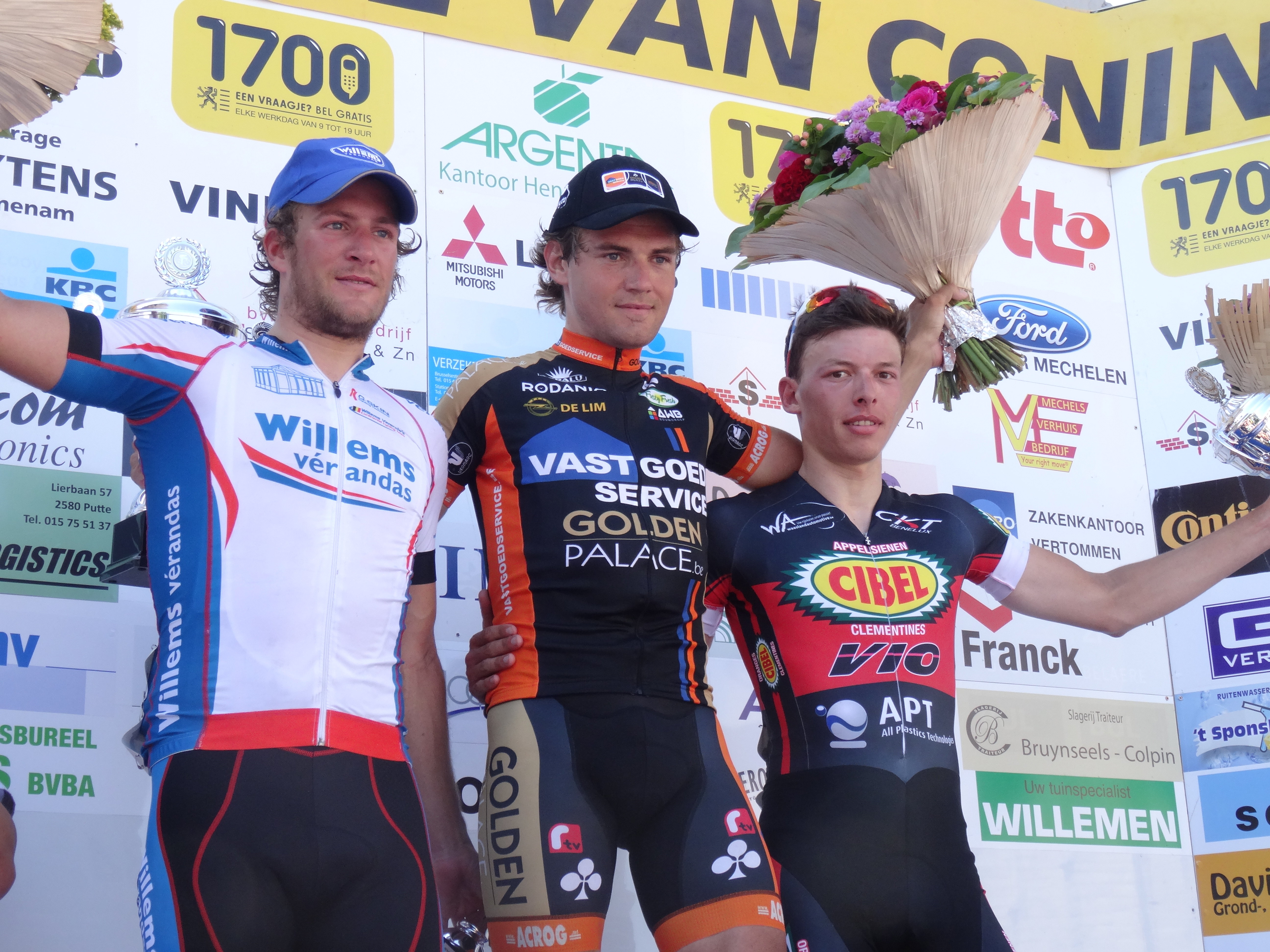
2014: Nicolas Vereecken (2e), Rob Ruijgh (1) & Oliver Naesen (3)